# Lista de deputados estaduais de Alagoas da 16.ª legislatura
Esta é a lista de deputados estaduais de Alagoas para a legislatura 2007–2011. Nas eleições estaduais em Alagoas em 2018 no dia 7 de outubro de 2018, um total de 27 deputados foram eleitos.

## Composição das bancadas
| Partido | Líder                      | Bancada | Posição      |
| ------- | -------------------------- | ------- | ------------ |
| PMN     | Cláudia Brandão            | 12 / 27 | Independente |
| PSDB    | Edival Gaia Filho          | 2 / 27  | Governo      |
| PTdoB   | Ricardo Nezinho            | 2 / 27  | Governo      |
| PSB     | Alberto Cavalcante (Sexta) | 2 / 27  | Governo      |
| PTB     | Maurício Tavares           | 2 / 27  | Independente |
| PT      | Paulo Fernando (Paulão)    | 2 / 27  | Oposição     |
| PFL     | Antônio Albuquerque        | 1 / 27  | Governo      |
| PMDB    | Flávia Cavalcante          | 1 / 27  | Governo      |
| PPS     | Marcos Barbosa             | 1 / 27  | Governo      |
| PRONA   | Rui Palmeira               | 1 / 27  | Governo      |
| PDT     | Jota Cavalcante            | 1 / 27  | Oposição     |

## Deputados Estaduais
| Número | Deputados estaduais eleitos | Partido | Votação | Percentual | Cidade onde nasceu  | Unidade federativa |
| 33333  | Cláudia Brandão             | PMN     | 48.904  | 3,57%      | São Paulo           | São Paulo          |
| 33111  | Cícero Ferro                | PMN     | 42.891  | 3,13%      | Minador do Negrão   | Alagoas            |
| 33699  | Arthur Lira                 | PMN     | 42.010  | 3,06%      | Maceió              | Alagoas            |
| 25000  | Antônio Albuquerque         | PFL     | 40.742  | 2,97%      | Limoeiro de Anadia  | Alagoas            |
| 33123  | João Beltrão                | PMN     | 39.565  | 2,89%      | Coruripe            | Alagoas            |
| 33777  | Sérgio Toledo               | PMN     | 37.245  | 2,72%      | Maceió              | Alagoas            |
| 45555  | Edival Gaia Filho           | PSDB    | 35.001  | 2,55%      | Palmeira dos Índios | Alagoas            |
| 33999  | Cáthia Lisboa Freitas       | PMN     | 33.275  | 2,43%      | Delmiro Gouveia     | Alagoas            |
| 33555  | Zé Pedro de Farias          | PMN     | 31.941  | 2,33%      | Traipu              | Alagoas            |
| 70111  | Ricardo Nezinho             | PTdoB   | 31.872  | 2,32%      | Arapiraca           | Alagoas            |
| 40777  | Dudu Albuquerque            | PSB     | 29.764  | 2,17%      | Arapiraca           | Alagoas            |
| 33110  | Cícero Amélio               | PMN     | 29.506  | 2,15%      | Maceió              | Alagoas            |
| 33222  | Gilvan Barros               | PMN     | 29.415  | 2,15%      | Maceió              | Alagoas            |
| 70222  | Antônio Holanda             | PTdoB   | 28.981  | 2,11%      | Maceió              | Alagoas            |
| 33789  | Nelito Gomes de Barros      | PMN     | 28.939  | 2,11%      | Maceió              | Alagoas            |
| 33000  | Isnaldo Bulhões             | PMN     | 28.645  | 2,09%      | Maceió              | Alagoas            |
| 14789  | Marcelo Victor              | PTB     | 28.525  | 2,08%      | Palmeira dos Índios | Alagoas            |
| 14444  | Maurício Tavares            | PTB     | 27.733  | 2,02%      | Maceió              | Alagoas            |
| 33456  | Marcos Ferreira             | PMN     | 26.929  | 1,96%      | Desterro            | Paraíba            |
| 15555  | Flávia Cavalcante           | PMDB    | 26.271  | 1,92%      | Maceió              | Alagoas            |
| 23000  | Marcos Barbosa              | PPS     | 25.805  | 1,88%      | Maceió              | Alagoas            |
| 45123  | Fernando Toledo             | PSDB    | 25.102  | 1,83%      | Cajueiro            | Alagoas            |
| 56321  | Rui Palmeira                | PRONA   | 21.752  | 1,59%      | Maceió              | Alagoas            |
| 12777  | Jota Cavalcante             | PDT     | 17.022  | 1,24%      | Pão de Açúcar       | Alagoas            |
| 40000  | Alberto Mendonça (Sexta)    | PSB     | 16.128  | 1,18%      | Maceió              | Alagoas            |
| 13111  | Paulão Santos               | PT      | 15.974  | 1,17%      | Recife              | Pernambuco         |
| 13500  | Judson Cabral               | PT      | 13.047  | 0,95%      | Aracaju             | Sergipe            |